# Побилково-Мале (Мазовецьке воєводство)
Побилково-Мале (пол. Pobyłkowo Małe) — село в Польщі, у гміні Покшивниця Пултуського повіту Мазовецького воєводства.
Населення — 354 особи (2011).
У 1975-1998 роках село належало до Цехановського воєводства.

## Демографія
Демографічна структура станом на 31 березня 2011 року:
|          | Загалом | Допрацездатний вік | Працездатний вік | Постпрацездатний вік |
| -------- | ------- | ------------------ | ---------------- | -------------------- |
| Чоловіки | 181     | 42                 | 123              | 16                   |
| Жінки    | 173     | 31                 | 102              | 40                   |
| Разом    | 354     | 73                 | 225              | 56                   |